# Cirolana meinerti
Cirolana meinerti är en kräftdjursart som beskrevs av Barnard 1920. Cirolana meinerti ingår i släktet Cirolana och familjen Cirolanidae. Inga underarter finns listade i Catalogue of Life.